# William Allingham
Pour les articles homonymes, voir Allingham.
William Allingham (19 mars 1824 - 18 novembre 1889) est un écrivain irlandais.

## Biographie
Il est né à Ballyshannon dans le comté de Donegal. Il était le fils du gérant d'une banque locale, descendant d'une famille anglaise. Il obtint un poste au centre des douanes de sa ville natale et eut ensuite plusieurs postes similaires en Irlande et en Angleterre jusqu'en 1870, date à laquelle il se retira pour devenir éditeur du Fraser's Magazine qu'il publia de 1874 à 1879, à la suite de James Froude. 
Il publia un volume de poèmes en 1850 suivi par Day and Night Songs en 1855. Allingham était ami avec Dante Gabriel Rossetti qui contribua à l'illustration de ces chansons. Ses lettres à Allingham (1854-1870) ont été édités par Dr Birkbeck Hillen 1897. Lawrence Bloomfield in Ireland, son œuvre la plus ambitieuse, un poème narratif sur les problèmes sociaux de l'Irlande est parue en 1864. Il a aussi publié The Ballad Book en 1864.
Allingham se maria en 1874 avec Helen Paterson, qui devint une peintre célèbre. Il mourut à  Hampstead.